# Kolan
Kolan je občina in istoimensko naselje na otoku Pagu (Hrvaška).

## Geografija
Kolan leži v notranjosti otoka nad plodno dolino ob cesti, ki povezuje Pag z Novaljo. Kolan je edino otoško naselje, ki ne leži na obalnem pasu. Površina občine meri 28,95 km².

## Naselja
Občina Kolan je nastala leta 2003, ko se je naselje Kolan, ki je tudi edino naselje v občini, izločilo iz mestne občine Pag.

## Prebivalstvo
V občini stalno živi 715 prebivalcev (popis 2001).
| Pregled števila prebivalcev po letih | Pregled števila prebivalcev po letih | Pregled števila prebivalcev po letih | Pregled števila prebivalcev po letih | Pregled števila prebivalcev po letih | Pregled števila prebivalcev po letih | Pregled števila prebivalcev po letih | Pregled števila prebivalcev po letih | Pregled števila prebivalcev po letih | Pregled števila prebivalcev po letih | Pregled števila prebivalcev po letih | Pregled števila prebivalcev po letih | Pregled števila prebivalcev po letih | Pregled števila prebivalcev po letih | Pregled števila prebivalcev po letih |
| ------------------------------------ | ------------------------------------ | ------------------------------------ | ------------------------------------ | ------------------------------------ | ------------------------------------ | ------------------------------------ | ------------------------------------ | ------------------------------------ | ------------------------------------ | ------------------------------------ | ------------------------------------ | ------------------------------------ | ------------------------------------ | ------------------------------------ |
| 1857                                 | 1869                                 | 1880                                 | 1890                                 | 1900                                 | 1910                                 | 1921                                 | 1931                                 | 1948                                 | 1953                                 | 1961                                 | 1971                                 | 1981                                 | 1991                                 | 2001                                 |
| 207                                  | 245                                  | 222                                  | 234                                  | 281                                  | 327                                  | 327                                  | 532                                  | 633                                  | 678                                  | 688                                  | 597                                  | 542                                  | 525                                  | 423                                  |

## Zgodovina
Tekom 20. stoletja se je v Kolanu ustanovilo več knjižnic. Prva, »Garda«, je bila priljubljena čitalnica, ki je nastala zaradi reakcije hrvaških rodoljubov na italijansko okupacijo otoka Paga. Delovala je od 1919 do 1923. Med drugo svetovno vojno je delovala Narodna knjižnica pod okriljem NDH od leta 1942 do 1945. Od leta 1980 je v okviru KUD »Bartul Kašić« delovala javna knjižnica. Nazadnje je Občinski svet občine Kolan začel postopek ustanovitve Mestne knjižnice leta 2004. Obnovljena je bila stavba, v kateri se knjižnica nahaja, nakupljeno pa je bilo knjižno in neknjižno gradivo ter oprema. Občinska knjižnica je bila odprta leta 2007.

## Gospodarstvo
Prebivalci Kolana se ukvarjajo predvsem s poljedelstvom ter živinorejo. Kraj je znan po kvalitetnem »paškem siru«, vinu, medu in vzreji ovac; s tem je povezana tudi turistična ponudba. V Kolanu se nahajata dva znana otoška proizvajalca sira (sirarna Gligora, najbolje nagrajena sirarna tako na Hrvaškem, kot tudi na svetu prav tako pa tudi sirarna MIH Kolan), ki pomembno prispevata k gospodarstvu občine. Sir sirarne Gligora je leta 2011 na svetovnem tekmovanju World Cheese Awards v angleškem mestu Birmingham osvojil medaljo Supergold in se uvrstil v izbor 50 najboljših sirov na svetu med konkurenco več kot 2.600 sirov z vsega sveta. Leto poprej so na istem svetovnem prvenstvu osvojili štiri medalje Supergold za paški ovčji sir.

## Kolanski rudniki
V preteklosti je bil v Kolanu aktiven rudnik premoga, ki je z obratovanjem dokončno prenehal po drugi svetovni vojni.
Premog, ki so ga kopali, je bil drugega razreda, zato se je uporabljal večinoma za kurjavo. Po nekaterih informacijah so prvi kop rudnika odprli že v beneških časih, leta 1757. Med francosko okupacijo delovanje rudnika ni bilo ovirano. Avstrijske oblasti so kasneje nadaljevale z intenzivnejšim izkoriščanjem zalog premoga. Delavci so bili večinoma Slovenci in Nemci, ki so jih domačini imenovali »Kranjci«. Prebivalci Kolana so bili med delavci v manjšini. V Kolanu je bilo leta 1904 ustanovljeno prvo planinsko društvo v Dalmaciji, ekipe iz tega društva pa so odkrile velika nahajališča premoga. Pravico kopanja je od Nemcev kupilo italijansko podjetje s sedežem v Zadru. Skupščina Kolanskih rudnikov (Societa de la Roma, Miniera di carbone e Kolan) je bila ustanovljena leta 1906 v Teatru Verdi v Zadru. Kmalu zatem se je začela velika organizirana proizvodnja premoga.
Za potrebe rudnika je bila zgrajena železniška proga, ki je vodila do pristanišča v Šimunih. Vagone je vlekla majhna lokomotiva »feratina«, ki je bila z ladjo dostavljena v Novaljo. Proga je bila ročno položena, vodila pa je med skalnatimi zidovi, ki so razmejevali pašnike ovac. Med prvo svetovno vojno je bila železnica zaradi vojnih potreb demontirana, tiri in lokomotiva pa pretopljeni. Po vojni je bila na mestu železnice zgrajena tovorna žičnica »troferika«. Vodstvo rudnika sta prevzela inženirja, ki sta delala na Sueškem prekopu. V povojnih letih je bil rudnik dragocen za tamkajšnje preibivalce, saj je imel lastno kuhinjo, ki je skrbela za malice delavcev. Vrhunec obratovanja je bil leta 1918, ko je bilo zaposlenih približno dvesto delavcev, od tega približno 40 delavcev, ki so na delo hodili iz Novalje. Istega leta je bila zgrajena velika upravna stavba in mehanična delavnica. Proizvodnja je trajala do leta 1925, ko so podjetje prizadele finančne težave. Delavci niso več dobivali plač, vendar so še vedno hodili na delo, saj jim je rudnik z lastno kuhinjo nudil hrano. Tako stanje pa ni trajalo dolgo in rudnik je bil istega leta opuščen. Proizvodnja se je začasno oživila pod italijansko okupacijo leta 1941. Ponovno odprtje rudnika je vaščane rešilo pred vojaško službo in jim zagotovila prehrano. Premog so za potrebe goriva prevažali v Pag ter Zadar.
Danes je od ostankov rudnika vidna stara upravna zgradba, stena delavnice ter betonski dimnik za shranjevanje apna. V preteklosti so se poleti podzemne zaloge premoga večkrat vžgale, kar je povzročalo močan vonj po žveplu, ki je trajal, dokler ni zapadel dež in pogasil ogenj.